# Pereked, Baranya
Pereked este un sat în districtul Pécs, județul Baranya, Ungaria, având o populație de 167 de locuitori (2011). 

## Demografie
Componența etnică a satului Pereked
     Maghiari (62,5%)
     Romi (20,56%)
     Germani (16,94%)
Componența confesională a satului Pereked
     Romano-catolici (62,87%)
     Fără religie (8,38%)
     Reformați (6,59%)
     Necunoscută (22,16%)
Conform recensământului din 2011, satul Pereked avea 167 de locuitori. Din punct de vedere etnic, majoritatea locuitorilor (62,5%) erau maghiari, existând și minorități de romi (20,56%) și germani (16,94%).  Din punct de vedere confesional, majoritatea locuitorilor (62,87%) erau romano-catolici, existând și minorități de persoane fără religie (8,38%) și reformați (6,59%). Pentru 22,16% din locuitori nu este cunoscută apartenența confesională.